# Road Safety Audit Program
Dallo scenario rovinoso mostrato dai dati sull'incidentalità e da quello ideale prospettato dall'applicazione della sicurezza stradale, nasce il concetto di Road Safety Audit Program (RSAP, programma per la verifica di sicurezza delle strade).

## Origini
L'RSAP nacque nel Regno Unito negli anni ottanta, prendendo spunto dai procedimenti di verifica utilizzati dagli ingegneri ferroviari ed è stato subito recepito ed ulteriormente sviluppato da Austroads, l'autorità per i trasporti australiana. 
Nel 1994 Austroads pubblicò un manuale intitolato "Road Safety Audit", che combinava le pratiche di verifica di sicurezza stradale dell'Australia con quelle di altre nazioni, al fine di creare delle linee guida.
Anche la Nuova Zelanda adottò il concetto della verifica di sicurezza, conducendo studi pilota nel 1992 e sviluppando politiche e procedure collegate a questo scopo a partire dal 1993.
Nel 1996 negli USA, la Federal Highway Administration (FHWA) sponsorizzò una serie di visite in Australia e Nuova Zelanda per visionare come in questi due paesi venivano applicate le procedure dell'RSAP. Il rapporto che ne derivò fu alla base di tutte le successive ricerche in ambito di sicurezza stradale in tutti gli Stati Uniti.

## Prerogative ed obiettivi
La definizione globalmente adottata per RSAP è la seguente: l'RSAP è un esame formale di un progetto di una nuova strada, di un piano del traffico, di una strada esistente, o di qualsiasi progetto che interagisca con gli utenti della strada, in cui un indipendente e qualificato gruppo di esaminatori riferisce sui potenziali pericoli di incidente e sulle prestazioni in termini di sicurezza.
L'RSAP svolge una verifica formale di una strada, perché segue specifiche procedure, il cui esito è riportato in una esplicita documentazione.
L'RSAP si serve di un team di verificatori indipendente e qualificato. 
L'indipendenza del team necessita che il verificatore veda il progetto dal punto di vista dell'utente stradale, focalizzando l'attenzione solo sulla sicurezza stradale. Inoltre, non dovrebbe essere di parte a causa di interessi di propria competenza (come obblighi personali o finanziari),  non deve conoscere gli aspetti del progetto in esame e dovrebbe essere indipendente dal progettista e da tutte le scelte progettuali.
Il manuale Austroads utilizza la frase "fresh eyes" (occhi freschi/nuovi), per esprimere cosa il verificatore dovrebbe apportare alla verifica.
La qualifica del team di verificatori necessita di individui con competenze multidisciplinari: esperti di progettazione stradale, di pianificazione del traffico, di segnaletica, dei dispositivi di sicurezza, della protezione delle utenze deboli, dei fattori umani, delle applicazioni telematiche, ecc.
Il compito del verificatore è individuare nella strada in esame la presenza di problemi per la sicurezza che possa interessare qualunque categoria di utenza e suggerire la contromisura col migliore rapporto beneficio-costo. Nel far questo l'esaminatore applica i principi della sicurezza stradale e affronta il problema dal punto di vista dell'utenza, indagando su come lo spazio stradale viene percepito, interpretato ed utilizzato.
Lo scopo principale delle analisi di sicurezza è assicurare il miglior livello di sicurezza per tutti gli utenti della strada. Per questo motivo, risulta ovvio che la pratica dell'RSAP deve permeare tutte le fasi in cui può trovarsi una strada: in fase di progettazione o in fase di esercizio.
A tal proposito l'RSAP viene suddiviso in Road Safety Audit (RSA) e Road Safety Audit Review (RSAR).  L'RSA è una verifica di sicurezza di una strada nella fase di progettazione della stessa; l'RSAR è una verifica di sicurezza di una strada esistente. 
Caratteristiche peculiari di entrambe le verifiche sono la rapidità di esecuzione (da 3 a 7 giorni, a seconda dei casi), la semplicità del procedimento (non sono necessarie complesse analisi o misurazioni dettagliate) e il basso costo.

## Procedure
La tradizionale pratica dell'ingegneria per la sicurezza stradale comporta l'identificazione di siti ad alto rischio per mezzo delle statistiche incidentali, implica studi dettagliati sulle modalità degli incidenti, comporta l'implementazione di contromisure adatte e, successivamente, l'osservazione dell'efficacia delle stesse. Questo approccio ha dimostrato di essere efficace; tuttavia, è un approccio "reattivo", cioè, le contromisure vengono valutate e implementate solo in seguito ad un'alta concentrazione di incidenti.
L'RSAP si affida, invece, ad un approccio "preventivo", che ha lo scopo di ridurre gli incidenti prima che essi avvengano; questo è attuabile solo inserendo il concetto di sicurezza stradale nella fase progettuale. Poiché, infatti, i problemi legati alla sicurezza non vengono esplicitamente considerati durante la progettazione della strada, le verifiche di sicurezza sono state introdotte per assicurare che tutte le contromisure per eliminare o mitigare gli incidenti siano pienamente considerate. Alcuni dei principi dell'RSAP sono stati sviluppati per essere applicati alle strade esistenti. 
La necessità del nuovo approccio preventivo è nato da tre considerazioni:
- gli incidenti sono eventi casuali;
- importanti fattori che contribuiscono all'incidentalità non possono essere estratti solo da statistiche sugli incidenti;
- il successo dei provvedimenti per la eliminazione dei punti neri (black spots) dipende dalla qualità di queste statistiche sugli incidenti, che, sfortunatamente, nella maggior parte dei casi  è modesta.

Il carattere preventivo dell'RSAP si esplicita soprattutto nella fase progettuale. I progetti stradali sono dei processi complessi, il cui scopo è trovare, tra le tante teoricamente disponibili, la soluzione che meglio riesce a soddisfare le molteplici esigenze generate dalla domanda di mobilità e accessibilità dell'utenza, garantendo, simultaneamente, adeguati livelli di sicurezza, di circolazione, di sviluppo sociale e di qualità di vita: tutto ciò deve anche rispettare i vincoli economici prefissati.
La progettazione, affiancata dalla verifica di sicurezza, permette, con un piccolo aumento di spesa, di valutare tutte le situazioni di rischio, introducendo le migliorie prima della costruzione dell'infrastruttura. Difatti, a realizzazione avvenuta, eventuali implementazioni per assicurare un livello di sicurezza maggiore, comportano spese aggiuntive e, a volte, improponibili. Da qui si evince il motivo che spinge le autorità a diffondere l'RSA.
Esiste un documento prenormativo italiano che impone che l'analisi di sicurezza in fase di progetto (RSA) venga eseguita a tre livelli di approfondimento: progetto preliminare, definitivo ed esecutivo. A questi si aggiunge una verifica nello stadio di pre-apertura per assicurare che le indicazioni proposte nelle prime tre fasi siano state ben interpretate in fase costruttiva e che, soprattutto, siano efficaci.
La procedura RSAR nasce dalla necessità di riqualificazione delle strade esistenti. 
Il patrimonio infrastrutturale italiano risente di disposizioni normative che hanno subito nel tempo numerose modifiche, a causa di una rinnovata consapevolezza circa gli aspetti di sicurezza. Segue che la maggior parte delle strade sul territorio rispondono più a esigenze di mobilità, mortificando quelle legate alla sicurezza. Quindi, esse sono obsolete circa la sicurezza, ma anche inadeguate circa la domanda di traffico (essendo nel tempo aumentato l'entità del parco veicolare italiano). 
L'analisi di sicurezza delle strade in esercizio ha lo scopo di identificare e risolvere i fattori di rischio; per far ciò investiga su come l'ambiente stradale viene percepito e in ultimo utilizzato dagli utenti. Per ogni problema riscontrato viene proposta una contromisura, caratterizzata, in genere, da bassi costi, semplice e rapida realizzazione.
Il documento prenormativo richiede (nel caso di RSAR) il confronto tra difetti esistenti e difetti possibili. I primi, i difetti esistenti, richiedono un'analisi dei difetti infrastrutturali e della loro influenza sul comportamento dell'utente e un'analisi delle condizioni ambientali, al fine di confrontarli con i valori standard (normali) fissati dal documento prenormativo. I secondi, i difetti possibili, richiedono un'analisi specifica degli incidenti, non solo quantitativa, ma anche tipologica, al fine di individuare l'incidente critico (tipo di incidente che si ripete nel medesimo luogo).
In definitiva, l'analisi di sicurezza è caratterizzata dall'essere una procedura sistematica e formale, molto flessibile e applicabile a qualunque elemento del solido stradale: dall'intero tracciato alla singola intersezione, con diversi livelli di approfondimento. Inoltre, la  speditezza ed essenzialità (non sono necessari informazioni preliminari, come incidenti, traffico, geometria, ecc.) della procedura la rendono uno strumento utile ed economico.
L'implementazione dell'RSAP a qualunque tipo di strada può rappresentare la prima fase di un processo articolato di adeguamento di tutta la rete stradale, passata e futura. Ovviamente, ciò non potrà mai condurre al totale annullamento degli incidenti, essendo l'incidentalità un fenomeno controllabile, ma non eliminabile: conseguenza questa della libertà di guida ed interpretazione della strada da parte degli utenti.

## La Direttiva Europea 2008/96
Con la Direttiva Europea 2008/96 per la gestione della sicurezza delle infrastrutture stradali, viene formalmente inserita la procedura di Safety Audit stradale per il progetto e l'esercizio delle principali strade europee. Le analisi di sicurezza vengono in particolare classificate come:
- Road Safety Audit, per le analisi di sicurezza delle strade in fase di progetto;
- Road Safety Review, per le analisi di sicurezza delle strade in esercizio;
- Road Safety Inspection, per le attività di monitoraggio sulle strade in esercizio.

Trattandosi di una Direttiva europea, viene lasciata all'autonomia di ogni governo nazionale la decisione sugli strumenti attuativi da mettere in opera. La Direttiva è stata recepita con il Decreto Legislativo n. 35 del 15 marzo 2011 (‘Attuazione della direttiva 2008/96/CE sulla gestione della sicurezza delle infrastrutture'). La Direttiva Europea 2008/96 è stata poi aggiornata dalla Direttiva UE 2019/1936. Di conseguenza, anche il Decreto 35/2011 è stato aggiornato, e le nuove disposizioni sono state inserite nel D. Lgs. 213/2021. 
Uno dei più importanti principi della direttiva riguarda la classificazione dei livelli di sicurezza di una strada, che verrà riferita al flusso di traffico che vi transita, e non alla lunghezza dell'infrastruttura (come accade ora).